# José María Mariluz Urquijo
José María Mariluz Urquijo (Buenos Aires, 20 de septiembre de 1921 - 5 de noviembre de 2018) fue un abogado e historiador argentino, dedicado a la historia jurídica, económica, social y del arte.

## Biografía
Se recibió de abogado en la Universidad de Buenos Aires y pronto viajó a Sevilla y Madrid, donde inició investigaciones en los Archivo General de Indias, en la Biblioteca del Palacio Real de Madrid y en la Biblioteca Nacional de París. Obtuvo un doctorado en Historia del Derecho con una tesis sobre Los juicios de residencia indianos.
De regreso a la Argentina, trabajó bajo la dirección de Ricardo Levene en el Instituto de Historia del Derecho Argentino. En 1956 asumió como profesor de Historia Económica y Social de la Facultad de Ciencias Económicas (Universidad de Buenos Aires); al año siguiente fue también nombrado profesor de Historia de las Instituciones Argentinas en la Facultad de Derecho de la misma universidad. Fue luego investigador superior del Conicet.
Fue miembro corresponsal de la Real Academia de la Historia española, del Instituto Ruy Díaz de Guzmán, de la Junta de Estudios Eclesiásticos, y miembro de número de la Academia Nacional de la Historia de la República Argentina, de la que fue director de publicaciones. Fue también miembro fundador del del Instituto Internacional de Historia del Derecho y corresponsal en diversas academias de la historia nacionales, como las de Bolivia, Brasil, España, Guatemala, Paraguay, Puerto Rico y Uruguay.
Fue profesor de Historia en la Universidad del Salvador. En 2014 recibió el Premio Konex.
Falleció en Buenos Aires el 5 de noviembre de 2018. Estaba casado con Daisy Rípodas Ardanaz, doctora en Historia y miembro de la Academia Nacional de la Historia como él, y poseían en conjunto una biblioteca personal de unos 25 000 títulos.

## Obras publicadas
- Los matrimonios entre personas de diferente religión ante el derecho patrio argentino (1948)

- La creación de los Alcaldes de Barrio de Salta (1951)
- Ensayo sobre los juicios de residencia indianos (1952)
- Un pintor argentino olvidado (1952)
- Los proyectos españoles para reconquistar el Río de la Plata (1820-1833) (1958)
- El Virreinato del Río de la Plata en la época del Marqués de Avilés (1799-1801) (1964)
- El régimen de la tierra en el derecho indiano (1968)
- Estado e industria 1810-1862 (1969)
- Syntagma de las resoluciones prácticas cotidianas del Derecho del Real Patronazgo de las Indias (1973, prólogo y compilación)
- Orígenes de la burocracia rioplatense (1974)
- Una utopía jurídica española del siglo XVIII (1981)
- Bilbao y Buenos Aires. Proyectos dieciochescos de compañías de comercio (1981)
- Régimen de la tierra y comunidad de montes y pastos en el Derecho Indiano (1983)
- El indiano en la corte. La cofradía madrileña de Nuestra Señora de Guadalupe (1983)
- Refranero rioplatense del siglo XVIII (1993)
- Estudios sobre la Real Ordenanza de Intendentes del Río de la Plata (1995)
- El agente de la administración pública en Indias (1998)
- La industria sombrerera porteña, 1780-1835 (2002)

Además ha publicado numerosos folletos y artículos en prestigiosas revistas, especialmente en la Revista del Instituto de Historia del Derecho, dirigida por Levene y en la Revista del Instituto Histórico y Geográfico.